# Sona (gevangenis)

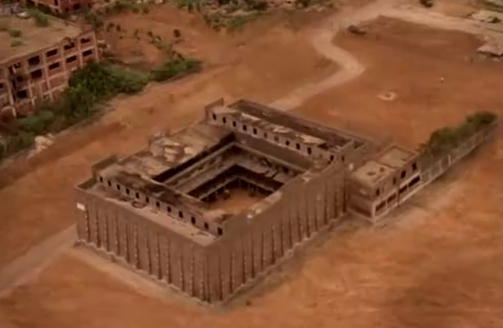
Sona

De Penitenciaría Federal de Sona, kortweg Sona, is een fictieve gevangenis uit de Amerikaanse televisieserie Prison Break.
De gevangenis ligt in Panama en is de belangrijkste locatie van de serie in het derde seizoen. Drugsbaron Lechero is de baas van de gevangenis. Na een opstand een jaar voordat Michael Scofield in Sona belandde vertrokken de bewakers. Er heerst veel geweld in de gevangenis. Ruzies lost Lechero op door ze uit te laten vechten op de binnenplaats. Er mag maar één iemand levend uit dit gevecht komen en er geldt maar één regel: geen wapens.